# Cochabamba
Cochabamba (in quechua e aymara Quchapampa) è un comune (municipio in spagnolo) della Bolivia capoluogo della provincia di Cercado e del dipartimento di Cochabamba con 630 587 abitanti (censimento 2012).
La città è sede del Parlamento della organizzazione intergovernativa regionale denominata Unione delle Nazioni Sudamericane.

## Geografia fisica

### Territorio
La città si trova ad una quota di 2570 m sul livello del mare. Il relativo territorio si estende su 32 253 84 di ettari, la metà dei quali occupati dalla zona urbana. Amministrativamente, è divisa in 15 distretti: 12 urbani, 2 misti (urbani ed extraurbani) ed una area protetta che corrisponde al Parco Nazionale di Tunari.
Cochabamba si trova ai piedi della cordigliera del Tunari, in una valle che occupa il centro del dipartimentodi Cochabamba e del Paese, essendo considerata per esso come il cuore del Sudamérica. Essa offre interessanti paesaggi naturali ai visitatori.

### Clima
La zona climatica è di tipo secco e temperado, con una temperatura media che varia tra 12 °C e 24 °C. In inverno, le temperature difficilmente scendono al di sotto dei -2 °C e in estate difficilmente superano i 35 °C.

## Origini del nome
Il nome della città deriva dalla lingua checiua: qucha = lago, pampa = pianura. Coloro che risiedono nella città e nelle aree limitrofe vengono comunemente denominati cochalas o, più formalmente, cochabambinos.

## Storia
La città fu fondata il 2 agosto 1571, come parte del Vicereame del Perù, per ordine del viceré Francisco de Toledo. L'idea era quella di creare un centro di produzione agricola.
A Cochabamba ha avuto luogo nell'ottobre 1997 un "pellegrinaggio di fiducia sulla terra" organizzato dalla comunità di Taizé.
Nel 1999 la coalizione di forze politiche guidata dal dittatore Banzer decide di privatizzare l'acqua. La concessione viene affidata alla multinazionale statunitense Bechtel, insieme all'italiana Edison. Nello stesso anno nasce un comitato composto dai cittadini, chiamato "coordinadora de defensa del agua y la vida", per protestare contro la privatizzazione dell'acqua. Inizia così una battaglia che provocherà 6 vittime e numerosi feriti, e che terminerà il 10 aprile 2000 con la vittoria del popolo boliviano.  Il governo infatti cancella la legge che aveva dato il via alla privatizzazione dell'acqua, a cui seguirà l'espulsione della Bechtel.

## Monumenti e luoghi d'interesse

### Architetture religiose
- Statua del Cristo de la Concordia: una delle statue più alte del mondo, misura 34,20 metri più un basamento di 6,24 metri, per un totale di 40,44 m di altezza. La statua è stata realizzata nel 1988 in occasione della visita di Papa Giovanni Paolo II alla città boliviana. Situata sulla cima del Cerro San Pedro, una altura di 265 m sopra la città, è raggiungibile mediante una scalinata di 1399 gradini oppure con una teleferica.

- Cattedrale di San Sebastiano, dell'inizio del XVIII secolo.

### Architetture civili
- Giardino Botánico Martín Cárdenas
- Palacio Portales costruito tra il 1915 e il 1927 come residenza per il magnate Simón Iturri Patiño, attualmente ospita un omonimo centro culturale.

### Aree naturali
- Parco Nazionale di Tunari: situato poco fuori dalla città, ne rappresenta il polmone verde.

- Laguna Alalay: a sud dell'abitato, presenta una ricca varietà di flora e fauna.

## Società

### Anniversari e festività
- febbraio o marzo: Carnevale, Takipayanaku
- 2 - 3 maggio: Santa Vera Cruz Tatala (Valle Hermoso)
- 13 maggio: Signore di maggio
- 27 maggio: Anniversario Battaglia della Collana, Giorno della Madre
- 24 giugno: San Giovanni Battista (Wayra K'asa)
- 16 luglio: Vergine del Carmen, patrona della Bolivia
- 26 luglio: Sant'Anna (Cala Cala)
- 6 agosto: Anniversario della Indipendenza Nazionale
- 8 agosto: San Domenico di Guzman (Sarco)
- 15 agosto: Anniversario della fondazione della Città
- agosto: San Gioacchino (ultima domenica, Jaywayku)
- 14 settembre: Anniversario Dipartimentale
- 14 settembre: Signore della Esaltazione (Recoleta)
- 24 settembre: Nostra Signora della Mercede (Pampagrande)
- 7 ottobre: Vergine del Rosario (Chimba)
- 2 novembre: Giorno dei Fedeli defunti (Tutti i santi)
- novembre: Pellegrinaggio al Cristo de la Concordia
- 30 novembre: Sant'Andrea (Taquiña)
- 8 dicembre: Immacolata Concezione (Recoleta, Pacata)

### Istituzioni, enti e associazioni
La città ospita la Ciudad de Los Niños (La città dei bambini), progetto di assistenza a situazioni di fragilità familiare, fondata nel 19 dicembre del 1971 da don Antonio Berta (Padre Berta).

## Cultura

### Università
A Cochabamba è presente l'università più grande della Bolivia: l'Universidad Mayor de San Simón. Si trovano inoltre alcune università private quali l'Universidad Privada del Valle e l'Universidad Católica Boliviana.

## Amministrazione

### Cantoni
Il comune è suddiviso in 2 cantoni:
- Cochabamba
- Llave Mayu

### Gemellaggi
Cochabamba è gemellata con:
- Nantes, dal 1999[5]
- Bergamo, dal 2008
- Miami

## Economia

### Agricoltura
L'area di Cochabamba è comunemente denominata il "granaio della Bolivia". Il clima più mite rispetto alla regione dell'Altiplano a ovest, facilita la coltura intensiva di cereali, patate, caffè nelle terre alte come anche di canna da zucchero, cicchi di cioccolato, tabacco e frutta nella bassa tropicale di Chapare, nella regione sud della Foresta Amazzonica.

### Industria
Cochabamba rappresenta anche un hub industriale: hanno sede in città fabbriche di automobili, prodotti per la pulizia, cosmeciti, industria chimica e cementi.

## Infrastrutture e trasporti

### Aeroporti
Il principale aeroporto di Cochabamba è l'Aeroporto Internazionale Jorge Wilstermann (Codice IATA: CBB; OACI: SLCB), situato al sud-est della città (a 4,3 kilómetri dal centro). Essendo situato nel centro geografico della Bolivia, l'aeroporto è il centro di connessione principale delle linee aeree statali Boliviane per i voli interni.

## Sport
A Cochabamba sono diffuse diverse discipline sportive tra cui il calcio. Tra i club cittadini spiccano il Club Jorge Wilstermann e il Club Aurora.

## Nel cinema
Nel film The Corporation (2003) si fa mezione delle proteste che si sono tenute in città nel 2000 contro la privatizzazione dell'acqua.
Nel film Scarface (1983) Cochabamba è il luogo in cui risiede il "Barone della droga", Alejandro Sosa, interpretato da Paul Shenar.